# Heilig Hartkerk (Koblenz)
De Kerk van het Heilig Hart van Jezus (Duits: Herz-Jesu-Kirche) is een rooms-katholiek kerkgebouw in de Duitse stad Koblenz. Het is een van de belangrijkste neoromaanse kerkgebouwen van Duitsland. Sinds 2002 prijkt de kerk op de Werelderfgoedlijst Boven Midden-Rijndal. De kerk valt ook onder het beschermd cultuurgoed van de Haagse Conventie. De kerk is gewijd aan het Heilig Hart van Jezus.

## Geschiedenis
Aan het einde van de 19e eeuw had Koblenz ongeveer 30.000 inwoners. Voor de katholieke inwoners stonden twee parochiekerken ter beschikking: de Onze Lieve Vrouwekerk en de Sint-Kastorkerk. Toen vanaf 1890 de Pruisische vestingwerken werden ontmanteld, werd het mogelijk nieuwe kerken te bouwen.1
Drie grote kerken werden gebouwd in Koblenz: in de nieuwe zuidelijke stadsuitbreiding de neogotische Sint-Jozefkerk en aan de rand van het stadscentrum de Evangelisch-lutherse Christuskerk en de neoromaanse Heilig-Hartkerk.
De Heilig-Hartkerk werd gebouwd in de periode 1900-1903 naar een ontwerp van Ludwig Becker. De wijding van de kerk vond plaats op 19 mei 1904.

## Verwoesting en herbouw
Tijdens de Tweede Wereldoorlog werd de stad veelvuldig geteisterd door zware bombardementen. Op 6 november 1944 dropte de RAF tienduizenden brandbommen boven het centrum van de stad. De vuurstormen vernietigden de stadswijk Löhrrondell en ook de Heilig-Hartkerk brandde volledig uit. Na de oorlog werd de kerk in de jaren 1950-1953 herbouwd en opnieuw ingewijd in maart 1953. Het huidige interieur dateert van een restauratie in 1978 en is ontworpen in de geest van het Tweede Vaticaans Concilie. In de jaren 1992-1998 werd de kerk van buiten gerenoveerd. Sinds 1999 vormen de parochies van de Heilig-Hartkerk en de kerk van Onze Lieve Vrouw één parochiegemeenschap. In het jaar 2005 werd ook de parochie van de Sint-Kastor toegevoegd aan deze parochie.
Op 22 maart 2011 ontstond er door fouten bij elektrotechnische werkzaamheden een ernstige brand in de sacristie van de kerk. Het vuur beschadigde niet alleen de sacristie, maar de roetontwikkeling bracht ook schade aan het schip van de kerk en de overige ruimten. De kerk kon door de brand een aantal maanden niet meer worden gebruikt voor de eredienst. De heropening van de Heilig Hartkerk vond plaats op kerstavond van 24 december 2011.

## Opbouw
De kerk is ongeveer noord-zuid gepositioneerd met de frontgevel in het noorden. Deze frontgevel heeft twee naar achter liggende torens met een rombisch dak. De viering wordt gedekt door een kleine vieringtoren. Het koor wordt geflankeerd door twee kleine koortorens met een rombisch dak.

## Afbeeldingen

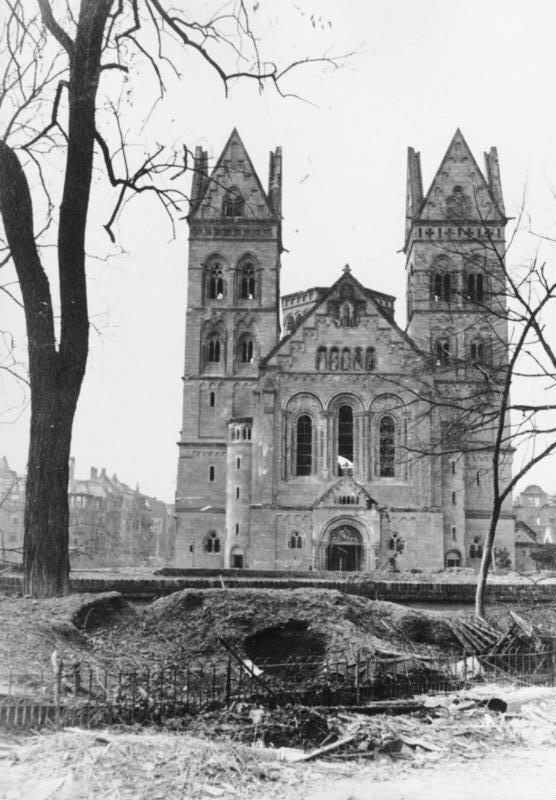
De verwoeste kerk in 1945
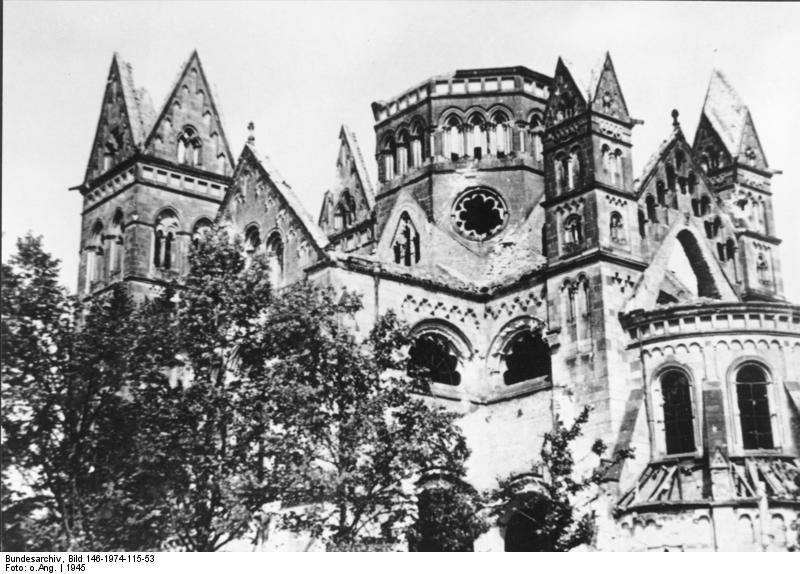
De kerk vanaf de koorzijde (1945)
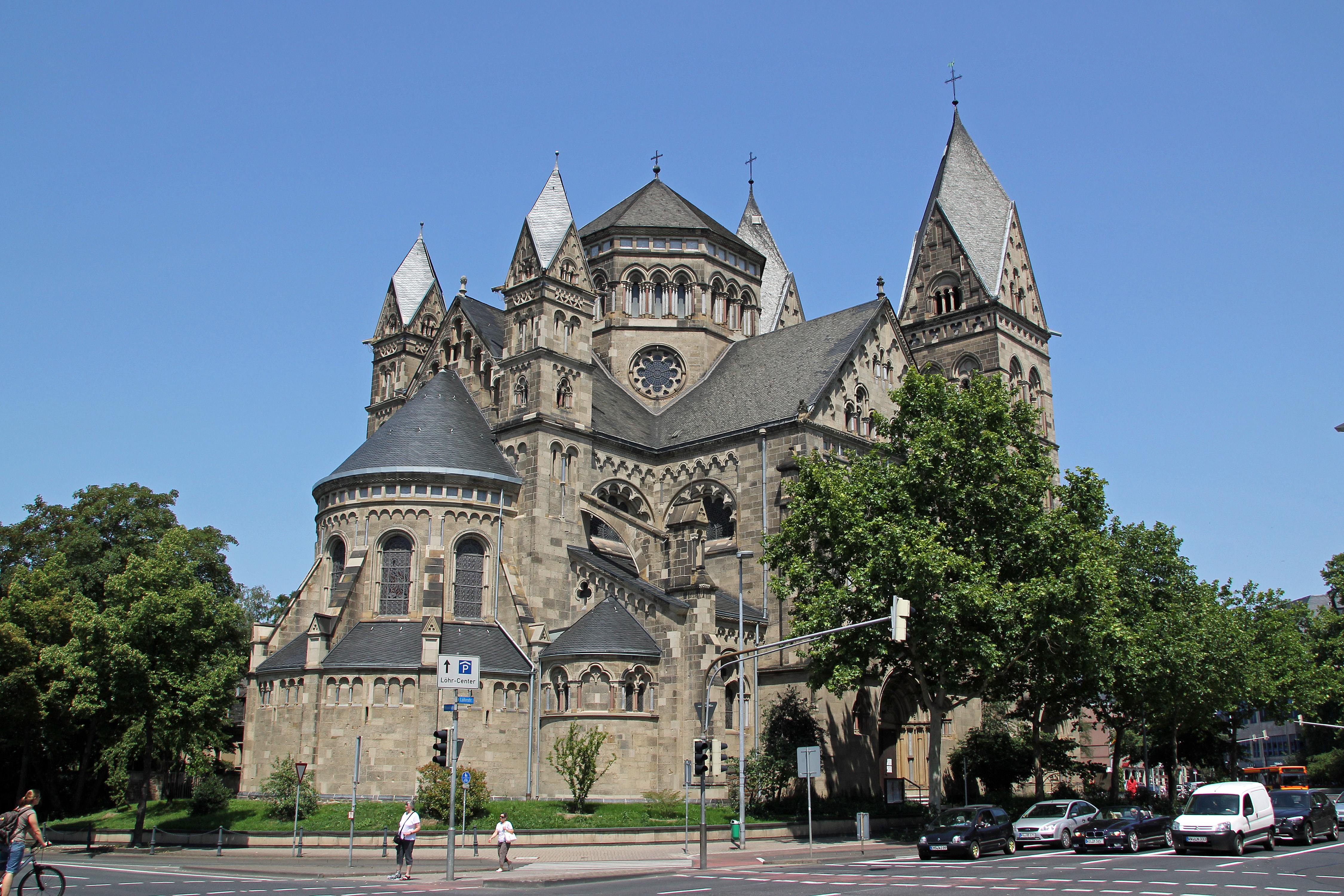
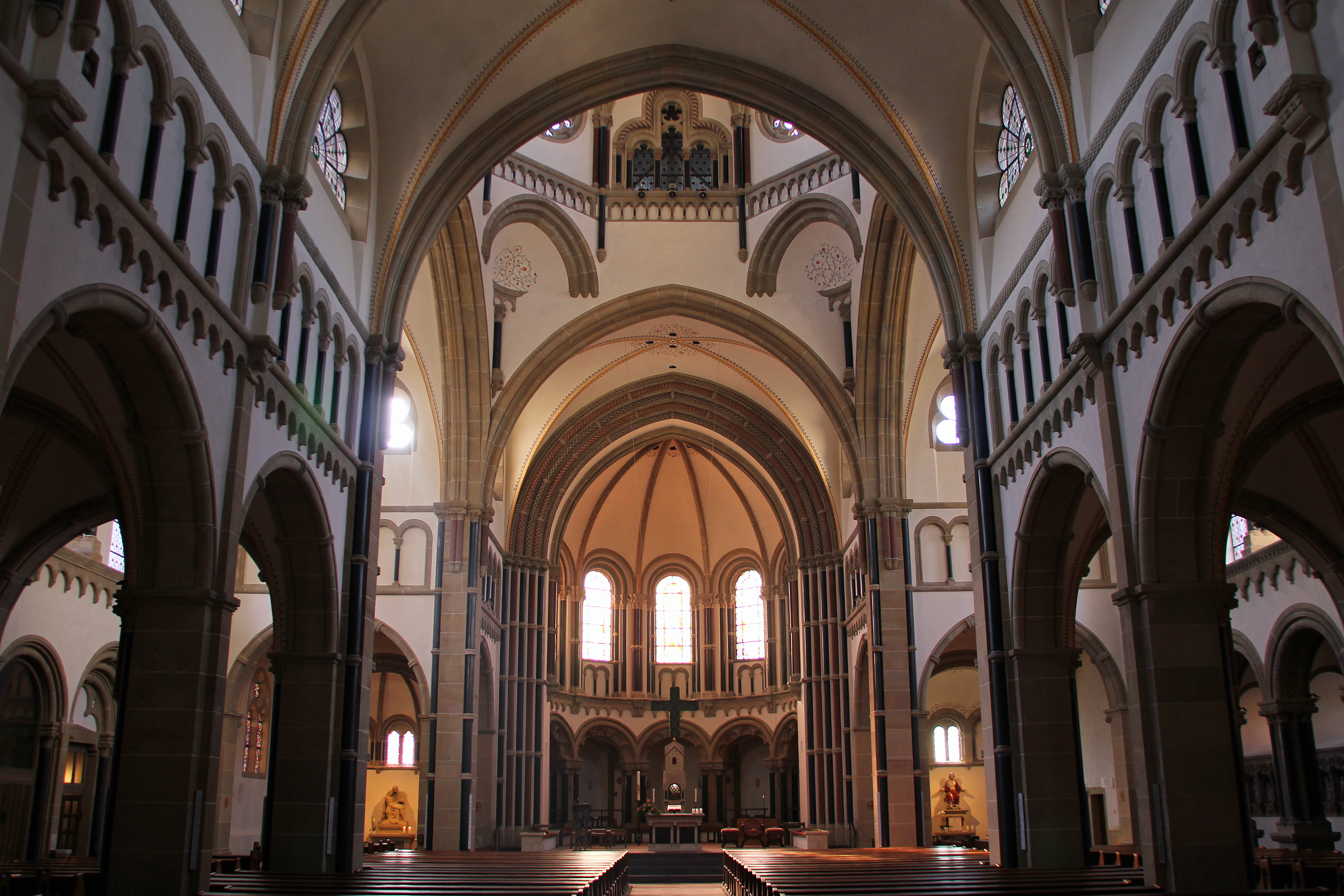
interieur
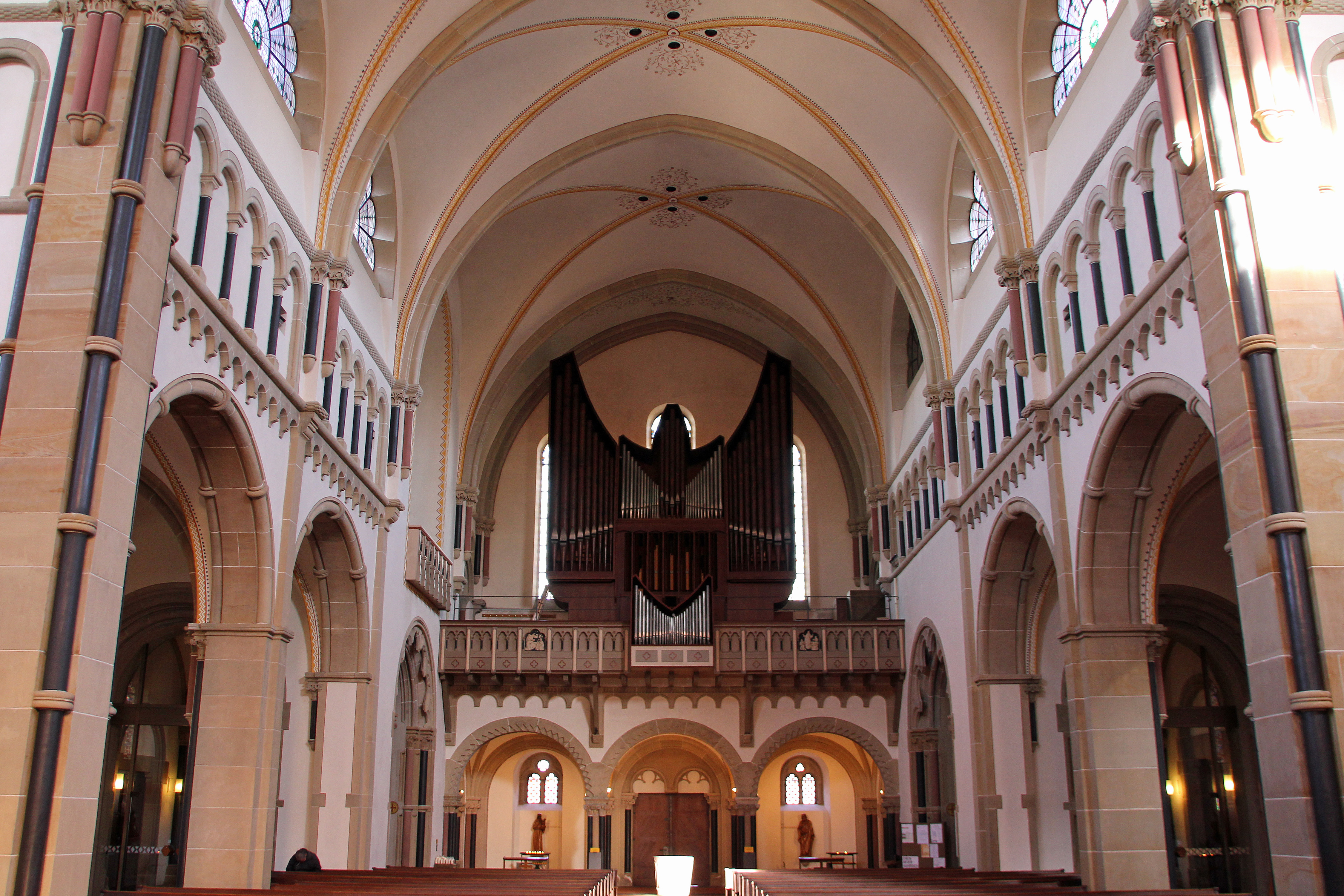
interieur
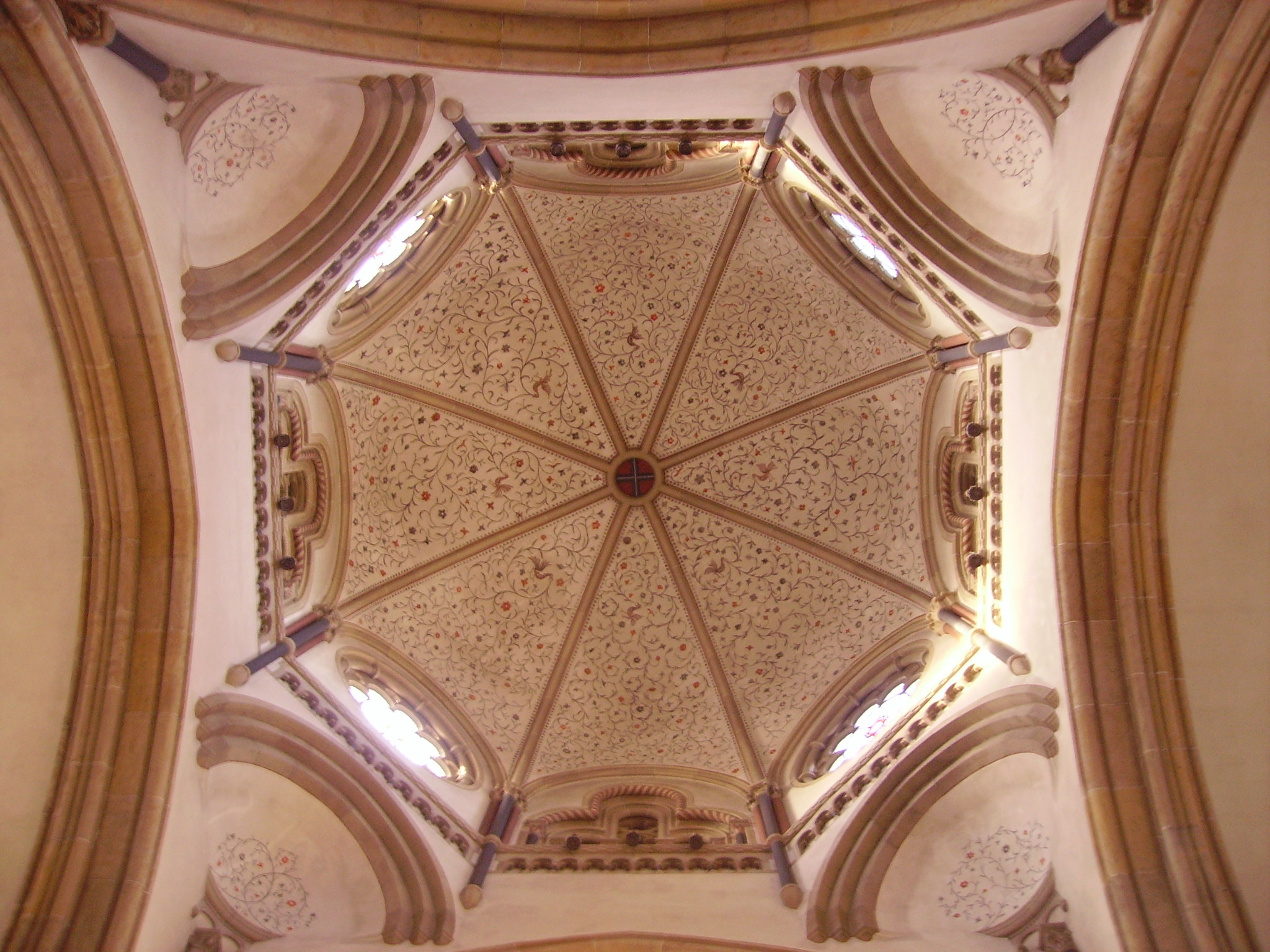
koepel